# Pleurothallis nox-media
Pleurothallis nox-media är en orkidéart som beskrevs av Carlyle August Luer och Rodrigo Escobar. Pleurothallis nox-media ingår i släktet Pleurothallis och familjen orkidéer. Inga underarter finns listade i Catalogue of Life.